# Oops!... I Did It Again (singolo)
Oops!... I Did It Again è un singolo della cantante statunitense Britney Spears, pubblicato il 27 marzo 2000 come primo estratto dal secondo album in studio omonimo.
La canzone, prodotta da Max Martin e da Rami Yacoub, ha riscontrato successo in tutto il mondo, raggiungendo la prima posizione in molte classifiche a livello internazionale, con una vendita di circa 6 000 000 di copie.

## Descrizione
La canzone racconta di una ragazza che vede l'amore come un gioco e illude un ragazzo innamorato di lei, giocando con i suoi sentimenti. Nel bridge, Spears ha un dialogo parlato dove fa riferimento al film Titanic (1997). Dopo il grande successo ottenuto con l'album di debutto ...Baby One More Time (1999) e i singoli ...Baby One More Time, Sometimes, (You Drive Me) Crazy, Born to Make You Happy e From the Bottom of My Broken Heart, Britney Spears registrò la maggior parte del suo prossimo disco, Oops!... I Did It Again (2000), nel novembre 1999 ai Cheiron Studios di Stoccolma, Svezia. La title track venne composta e prodotta da Max Martin e Rami Yacoub, mentre i cori di sottofondo furono forniti da Martin e Nana Hedin. La traccia fu pubblicata il 27 marzo 2000 dalla Jive Records come primo singolo estratto dall'album.

## Video musicale
Il videoclip è stato diretto da Nigel Dick ed è stato girato in California. Nella clip, ambientata sul pianeta Marte, la cantante indossa una tutina in lattice rosso.
Agli MTV Video Music Awards del 2000, il video di Oops!... I Did It Again ricevette quattro nomination nelle categorie Miglior video di un'artista femminile, Miglior video dance, Miglior video pop e Miglior video scelto dal pubblico. Nel 2016 ha inoltre ottenuto la certificazione Vevo per aver raggiunto cento milioni di visualizzazioni.

## Promozione
Tra le molte esibizioni, si ricorda quella agli MTV Video Music Awards del 2000, insieme ad una cover di (I Can't Get No) Satisfaction dei Rolling Stones.

## Tracce
UK CD Single (9250542)
1. Oops!... I Did It Again (Radio edit) — 3:30
2. Deep In My Heart — 3:34
3. From the Bottom of My Broken Heart [Ospina's Millennium Funk Mix] — 3:29

UK Cassette Single (9250544)
1. Oops!... I Did It Again (Radio edit) — 3:30
2. Oops!... I Did It Again [Instrumental] — 3:30
3. From the Bottom of My Broken Heart [Ospina's Millennium Funk Mix] — 3:29

Europe/Australia/Japan CD Single (9250552)
1. Oops!... I Did It Again (Radio edit) — 3:30
2. Oops!... I Did It Again [Instrumental] — 3:30
3. From the Bottom of My Broken Heart [Ospina's Millennium Funk Mix] — 3:29
4. Deep in My Heart — 3:34

Europe 2-Track CD (9250559)
1. Oops!... I Did It Again (Radio edit) — 3:30
2. Oops!... I Did It Again [Instrumental] — 3:30

Europe Remixes CD (9250792)
1. Oops!... I Did It Again (Radio edit) — 3:30
2. Oops!... I Did It Again [Darkchild remix] — 3:07
3. Oops!... I Did It Again [Ospina's crossover mix] — 3:15
4. Oops!... I Did It Again [Riprock 'N' Alex G. Oops! We Remixed Again! (Radio mix)] — 3:54
5. Oops!... I Did It Again [Ospina's deep club mix] — 6:05
6. Oops!... I Did It Again [Riprock 'N' Alex G. Oops! We Remixed Again! (Club mix)] — 4:52
7. Oops!... I Did It Again [Ospina's instrumental dub] — 6:05

U.S. Promo 12" Vinyl (DUTCH19)
Lato A
1. Oops!... I Did It Again [Darkchild remix] — 3:07
2. Oops!... I Did It Again [Music Breakdown mix] — 3:16
3. Oops!... I Did It Again [Ospina's crossover mix] — 3:15

Lato B
1. Oops!... I Did It Again [Jack D. Elliot club mix] — 6:24
2. Oops!... I Did It Again [Riprock 'N' Alex G. Oops! We Remixed Again!] — 4:52
3. Oops!... I Did It Again [Ospina's Deep Edit] — 3:24

### Remix e altre versioni
- Album Version — 3:05
- Radio Edit — 3:31 [Easter egg found on Britney's Dance Beat (PC Edition)]
- Instrumental — 3:31
- Music Breakdown Mix — 3:16
- Darkchild Remix — 3:07
- Darkchild Remix Instrumental — 3:07 [Easter egg found on Britney's Dance Beat (PC Edition)]
- Riprock 'N' Alex G. Oops! We Remixed Again! Club mix — 4:52
- Riprock 'N' Alex G. Oops! We Remixed Again! Radio mix — 3:54
- Jack D. Elliot Club Mix — 6:24
- Jack D. Elliot Radio Mix — 2:52
- Ospina's Deep Club Mix — 6:05
- Ospina's Deep Edit — 3:24
- Ospina's Crossover Mix — 3:15
- Ospina's Instrumental Dub — 6:05

Non ufficialmente pubblicati
- Wade Robson Remix Edit — (Unreleased, MTV VMA 2000)
- Wade Robson Remix — (Unreleased, Dream Within a Dream Tour)

## Formazione
- Britney Spears – voce, cori
- Max Martin, Rami Yacoub – tastiere, programmazione
- Esbjörn Öhrwall, Johan Carlberg – chitarra
- Tomas Lindberg – basso
- Max Martin, Nana Hedin – cori
- Chatrin Nyström, Jeanette Stenhammar, Johanna Stenhammar, Charlotte Björkman, Therese Ancker – rumore folla

## Classifiche

### Classifiche settimanali
| Classifica (2000) | Posizione massima |
| ----------------- | ----------------- |
| Australia         | 1                 |
| Austria           | 2                 |
| Belgio (Fiandre)  | 3                 |
| Belgio (Vallonia) | 1                 |
| Canada            | 1                 |
| Croazia           | 1                 |
| Danimarca         | 1                 |
| Europa            | 1                 |
| Finlandia         | 2                 |
| Francia           | 4                 |
| Germania          | 2                 |
| Giappone          | 67                |
| Irlanda           | 2                 |
| Islanda           | 1                 |
| Italia            | 1                 |
| Norvegia          | 1                 |
| Nuova Zelanda     | 1                 |
| Paesi Bassi       | 1                 |
| Polonia           | 1                 |
| Regno Unito       | 1                 |
| Repubblica Ceca   | 2                 |
| Romania           | 1                 |
| Spagna            | 1                 |
| Stati Uniti       | 9                 |
| Svezia            | 1                 |
| Svizzera          | 1                 |

### Classifiche di fine anno
| Classifica (2000) | Posizione |
| ----------------- | --------- |
| Australia         | 35        |
| Austria           | 12        |
| Belgio (Friande)  | 11        |
| Belgio (Vallonia) | 16        |
| Danimarca         | 11        |
| Europa            | 7         |
| Francia           | 31        |
| Germania          | 15        |
| Nuova Zelanda     | 23        |
| Paesi Bassi       | 16        |
| Regno Unito       | 15        |
| Romania           | 3         |
| Stati Uniti       | 55        |
| Svezia            | 3         |
| Svizzera          | 7         |

### Classifiche di fine decennio
| Classifica (2000-09) | Posizione |
| -------------------- | --------- |
| Paesi Bassi          | 84        |

## Riconoscimenti
- Billboard Music Awards
  - 2000 – Maggiori vendite in una settimana di un album di un'artista femminile nella storia

- Grammy Awards
  - 2001 – Candidatura alla Miglior interpretazione vocale pop femminile

- MTV Europe Music Awards
  - 2000 – Candidatura alla Miglior canzone

- MTV Video Music Awards
  - 2000 – Candidatura al Miglior video di un'artista femminile
  - 2000 – Candidatura al Miglior video dance
  - 2000 – Candidatura al Miglior video pop
  - 2000 – Candidatura al Miglior video scelto dal pubblico

- Nickelodeon Kids' Choice Awards
  - 2001 – Candidatura alla Canzone preferita

## Cover
- Children of Bodom in versione death metal.[47]